# 호도항 (남해군)
호도항은 경상남도 남해군 미조면 미조리에 있는 어항이다. 2002년 8월 6일 어촌정주어항으로 지정하여 관리하고 있다. 시설관리자는 남해군수이다.

## 어항 연혁
- 섬의 형상이 호랑이 형상을 하고있어 호도(虎島)로 유래되었다.

## 어항 시설
- 방파제 L=45, B=4.0m

## 주요 어종
- 감성돔, 노래미, 도다리, 볼락, 삼치 등